# 向原 (川崎市)
向原（むかいばら）は、神奈川県川崎市麻生区の地名。現行行政地名は向原1丁目から向原3丁目。住居表示実施済区域。

## 地理
麻生区の北東部に位置し、北東に細山、東に千代ケ丘、南東に金程、南西に稲城市平尾、西に稲城市坂浜、北に稲城市東長沼と接している。

### 地価
住宅地の地価は、2025年（令和7年）1月1日の公示地価によれば、向原3丁目17-13の地点で15万2000円/m²となっている。

## 歴史

### 沿革
- 1987年（昭和62年）8月2日 - 住居表示の実施に伴い、細山字向原を分離し、向原1丁目から向原3丁目を新設[5][7]。

## 世帯数と人口
2025年（令和7年）6月30日現在（川崎市発表）の世帯数と人口は以下の通りである。
| 大字・丁目 | 世帯数    | 人口    |
| ---------- | --------- | ------- |
| 向原1丁目  | 333世帯   | 824人   |
| 向原2丁目  | 624世帯   | 1,522人 |
| 向原3丁目  | 418世帯   | 1,012人 |
| 計         | 1,375世帯 | 3,358人 |

### 人口の変遷
国勢調査による人口の推移。
| 年                 | 人口  |
| ------------------ | ----- |
| 1995年（平成7年）  | 1,790 |
| 2000年（平成12年） | 2,092 |
| 2005年（平成17年） | 2,852 |
| 2010年（平成22年） | 3,138 |
| 2015年（平成27年） | 3,294 |
| 2020年（令和2年）  | 3,348 |

### 世帯数の変遷
国勢調査による世帯数の推移。
| 年                 | 世帯数 |
| ------------------ | ------ |
| 1995年（平成7年）  | 533    |
| 2000年（平成12年） | 671    |
| 2005年（平成17年） | 950    |
| 2010年（平成22年） | 1,080  |
| 2015年（平成27年） | 1,160  |
| 2020年（令和2年）  | 1,236  |

## 学区
市立小・中学校に通う場合、学区は以下の通りとなる（2021年12月時点）。
| 丁目      | 番・番地等 | 小学校             | 中学校             |
| --------- | ---------- | ------------------ | ------------------ |
| 向原1丁目 | 全域       | 川崎市立金程小学校 | 川崎市立金程中学校 |
| 向原2丁目 | 全域       | 川崎市立金程小学校 | 川崎市立金程中学校 |
| 向原3丁目 | 全域       | 川崎市立金程小学校 | 川崎市立金程中学校 |

## 事業所
2021年（令和3年）現在の経済センサス調査による事業所数と従業員数は以下の通りである。
| 大字・丁目 | 事業所数 | 従業員数 |
| ---------- | -------- | -------- |
| 向原       | 11事業所 | 27人     |
| 向原1丁目  | 19事業所 | 59人     |
| 向原2丁目  | 13事業所 | 40人     |
| 計         | 43事業所 | 126人    |

### 事業者数の変遷
経済センサスによる事業所数の推移。
| 年                 | 事業者数 |
| ------------------ | -------- |
| 2016年（平成28年） | 32       |
| 2021年（令和3年）  | 43       |

### 従業員数の変遷
経済センサスによる従業員数の推移。
| 年                 | 従業員数 |
| ------------------ | -------- |
| 2016年（平成28年） | 88       |
| 2021年（令和3年）  | 126      |

## その他

### 日本郵便
- 郵便番号 : 215-0007[3]（集配局：麻生郵便局[18]）

### 警察
町内の警察の管轄区域は以下の通りである。
| 丁目      | 番・番地等 | 警察署     | 交番・駐在所 |
| --------- | ---------- | ---------- | ------------ |
| 向原1丁目 | 全域       | 麻生警察署 | 細山交番     |
| 向原2丁目 | 全域       | 麻生警察署 | 細山交番     |
| 向原3丁目 | 全域       | 麻生警察署 | 細山交番     |